# N840 (België)
De N840 is een gewestweg in de Belgische provincie Luxemburg. De route verbindt de N894 bij Chiny met de Franse grens bij Villers-devant-Orval waar de weg overgaat in de Franse D44. De route heeft een lengte van ongeveer 16 kilometer en bestaat uit twee rijstroken voor beide rijrichtingen samen op een stuk van 5 kilometer na bij het Bos van Orval. Bij het Bos van Orval is de route voor ongeveer 5 kilometer verboden voor al het verkeer hoewel er wel een asfaltstrook ligt en de route wel wordt aangegeven op de kaarten en de kilometerpaaltjes.

## N840a
De N840a is een aftakking van de N840 bij de plaatsen Izel en Pin. De 1,1 kilometer lange route verbindt de N840 met de N83 in oostelijke richting. De route gaat over de Rue de l'Institut.